# ДГКУ
ДГКу (Дрезина Грузовая Крановая универсальная) — дрезина (мотовоз) с гидромеханической передачей и подъемным краном, предназначена для выполнения погрузочно-транспортных работ на железных дорогах.

## Краткое описание и характеристики
Дрезина представляет собой самоходную платформу грузоподъёмностью 6 тонн, на которой расположена кабина машиниста.
В кабине установлены органы управления дрезиной, системы связи и сигнализации. Для обогрева в зимнее время устанавливался электрический отопитель.
На платформу монтировалась поворотная подъёмно-крановая установка консольного типа, грузоподъемностью от 1,7 до 3,5 тонн, в зависимости от вылета стрелы. Позади кабины расположен отсек силовой установки. Привод крана электромеханический. Имеется генератор переменного тока типа ЕСС-5-91-4 01У2 — мощностью 50 кВт для питания крановой установки и электросети путевой машины.
Дрезина имеет две оси, оснащена рядным 6-цилиндровым дизелем У2Д6-250ТК-С4, гидромеханической коробкой передач УГП-230, реверс-режимным редуктором. Дополнительный генератор постоянного тока служит для питания электромагнита грузоподъемностью 250 кг. Выпускалась в модификациях с 1963 по 1990 годы Тихорецким машиностроительным заводом им. В. В. Воровского.